# 小羅斯季夫卡
49°14′3″N 29°21′22″E / 49.23417°N 29.35611°E
小羅斯季夫卡（烏克蘭語：Мала Ростівка），是烏克蘭的村落，位於該國西南部文尼察州，由文尼察區負責管轄，始建於1495年，面積1.34平方公里，海拔高度230米，2001年人口276。